# Resolutie 46 Veiligheidsraad Verenigde Naties
Resolutie 46 van de Veiligheidsraad van de Verenigde Naties werd midden april 1948 aangenomen. Negen leden stemden voor, geen stemden tegen en twee, Oekraïne en de Sovjet-Unie, onthielden zich. De Veiligheidsraad riep de partijen in het mandaatgebied Palestina opnieuw op de orde te herstellen.

## Achtergrond
Na het begin van de burgeroorlog in het Britse mandaatgebied Palestina vroeg de Veiligheidsraad het geweld te stoppen en een bestand te sluiten.

## Inhoud
De Veiligheidsraad:
- Beschouwt resolutie 43 en de gesprekken met de Jewish Agency en het Arabisch Hoge Comité over een bestand.
- Er moest dringend een einde komen aan het geweld en vrede worden gesloten.
- Als mandaathouder van Palestina is het Verenigd Koninkrijk verantwoordelijk voor de vrede en orde in het land. Het moet hierbij de steun van de Veiligheidsraad en de VN-lidstaten krijgen.

1. Roept iedereen in Palestina op om onmiddellijk:
a. Alle militaire, gewelddadige, terroristische en sabotage-acties te stoppen.
b. Geen gevechtstroepen meer naar Palestina te sturen.
c. Geen wapens meer aan te schaffen.
d. Geen politieke activiteiten meer te doen die de andere partij nadeel berokkenen.
e. Samen te werken met de mandaathouder inzake ordehandhaving en basisdienstverlening, in het bijzonder transport, communicatie, gezondheid, voedsel en water.
f. Geen acties te ondernemen die de heilige plaatsen of de toegang ertoe in Palestina in gevaar brengen.
2. Vraagt dat het Verenigd Koninkrijk de partijen paragraaf °1 te doen naleven, hierop toe te zien en de Veiligheidsraad op de hoogte te houden.
3. Roept alle landen, de buurlanden van Palestina in het bijzonder, op om te helpen met de uitvoer van de maatregelen in paragraaf °1, in het bijzonder die inzake de inbreng van gevechtstroepen en wapens.

## Verwante resoluties
- Resolutie 42 Veiligheidsraad Verenigde Naties vroeg de ongeregeldheden te stoppen.
- Resolutie 43 Veiligheidsraad Verenigde Naties vroeg een bestand en de staking van de ongeregeldheden.
- Resolutie 44 Veiligheidsraad Verenigde Naties vroeg een speciale sessie van de Algemene Vergadering.
- Resolutie 48 Veiligheidsraad Verenigde Naties riep alle partijen op resolutie 46 te eerbiedigen en richtte een commissie op.

Lijst ·  38 ·  39 ·  40 ·  41 ·  42 ·  43 ·  44 ·  45 ·  46 ·  47 ·  48 ·  49 ·  50 ·  51 ·  52 ·  53 ·  54 ·  55 ·  56 ·  57 ·  58 ·  59 ·  60 ·  61 ·  62 ·  63 ·  64 ·  65 ·  66